# Gastrotheca stictopleura
Gastrotheca stictopleura es una especie de anfibios de la familia Amphignathodontidae.
Es endémica del Perú.
Su hábitat natural incluye montanos tropicales o subtropicales secos, marismas de agua dulce, corrientes intermitentes de agua dulce, tierras de pastos, jardines rurales, zonas previamente boscosas ahora muy degradadas y estanques.
Está amenazada de extinción por la pérdida de su hábitat natural.